# Урахчинское сельское поселение
Урахчинское се́льское поселе́ние — муниципальное образование в Рыбно-Слободском районе Татарстана Российской Федерации.
Расположено в юго-восточной части Рыбно-Слободского муниципального района Республики Татарстан. В состав сельского поселения входит 4 населенных пункта - село Урахча, село Мельничный Починок, деревня Николаевка, деревня  Наратлы. Административный центр (село Урахча), находится на расстоянии 123 километрах от города Казани, в 25 километрах от районного центра - поселка городского типа Рыбная-Слобода.
Территория сельского поселения входит в лесорастительную зону лесостепи и характеризуется климатом с весенними и осенними заморозками. Преобладающие  ветра  западные. Рельеф  равнинный. Протяженность с севера на юг 17 км и с запада на восток 12 км.

## История
Исполнительный комитет Урахчинского сельсовета образовался в 1918 году и входил в состав  Урахчинской волости Лаишевского уезда Казанской губернии.
С 1927 года входит в состав Рыбно-Слободского района. 
В 1959 году к Урахчинскому сельсовету присоединили Большекульгинский и Мельничнопочинокский сельсоветы. 
С  1962  по 1964 годы  сельсовет входил  в состав Пестречинского района в связи с ликвидацией Рыбно-Слободского района. 
В 1963 году  населенные пункты Большая Кульга, Малая Кульга, и Дон-Урай вновь образовали Большекульгинский  сельсовет. 
С 1965 года Урахчинский сельсовет входит в состав Рыбно-Слободского района.
С марта 1995 года  Урахчинский сельсовет  народных депутатов , на основании Закона Республики  Татарстан «О местном самоуправлении» преобразован в Совет местного самоуправления. 
Статус и границы сельского поселения установлены Законом Республики Татарстан от 31 января 2005 года № 37-ЗРТ «Об установлении границ территорий и статусе муниципального образования "Рыбно-Слободский муниципальный район" и муниципальных образований в его составе».

## Население
| 2010 | 2011 | 2012 | 2013 | 2014 | 2015 | 2016 |
| ---- | ---- | ---- | ---- | ---- | ---- | ---- |
| 559  | ↘556 | ↘529 | ↗532 | ↘523 | ↘513 | ↘509 |
| 2017 | 2018 |      |      |      |      |      |
| ↘506 | ↘493 |      |      |      |      |      |

## Состав сельского поселения
| № | Населённый пункт   | Тип населённого пункта       | Население |
| - | ------------------ | ---------------------------- | --------- |
| 1 | Мельничный Починок | село                         |           |
| 2 | Наратлы            | деревня                      |           |
| 3 | Николаевка         | деревня                      |           |
| 4 | Урахча             | село, административный центр |           |